# Тавуш (гавар)

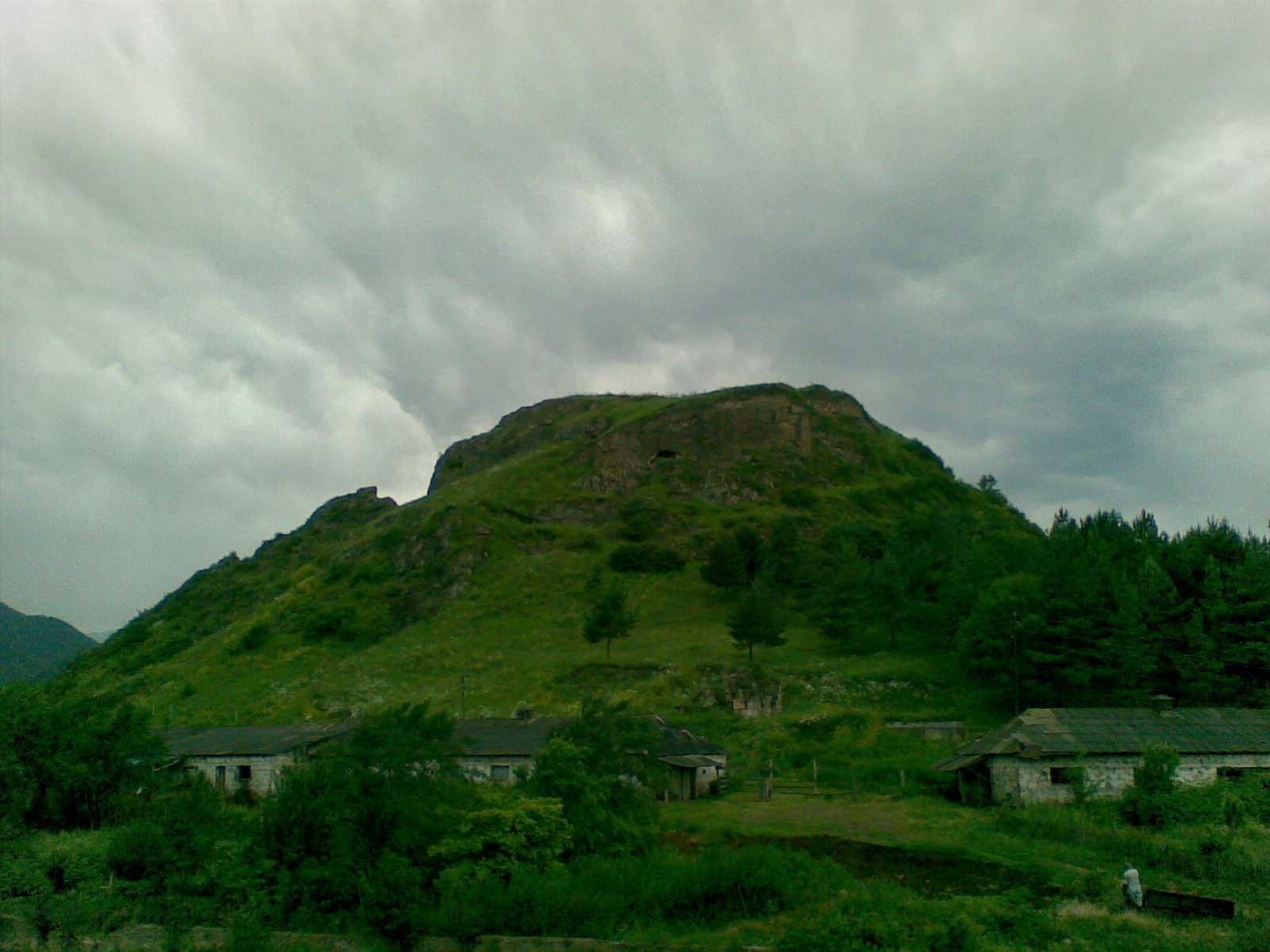
Тавушська фортеця

Тучкатак (вірм. Տուչկատակ або Хмар-Катак, Тус-Кустак, Тавуш, Тавус — історико-географічна область. З II століття до н. е. по IV століття н. е. в складі Великої Вірменії, гавар провінції Утік.
Після Першого поділу Вірменії між Римом і Персією в 387 році провінція Утік була передана Персією до складу васального Албанського царства.
На даний час рівнина (східна) частина давньої області Тучкатак входить в Таузський район Азербайджану, а західна (гірська) — в Тавушську облась Вірменії.

## Етимологія

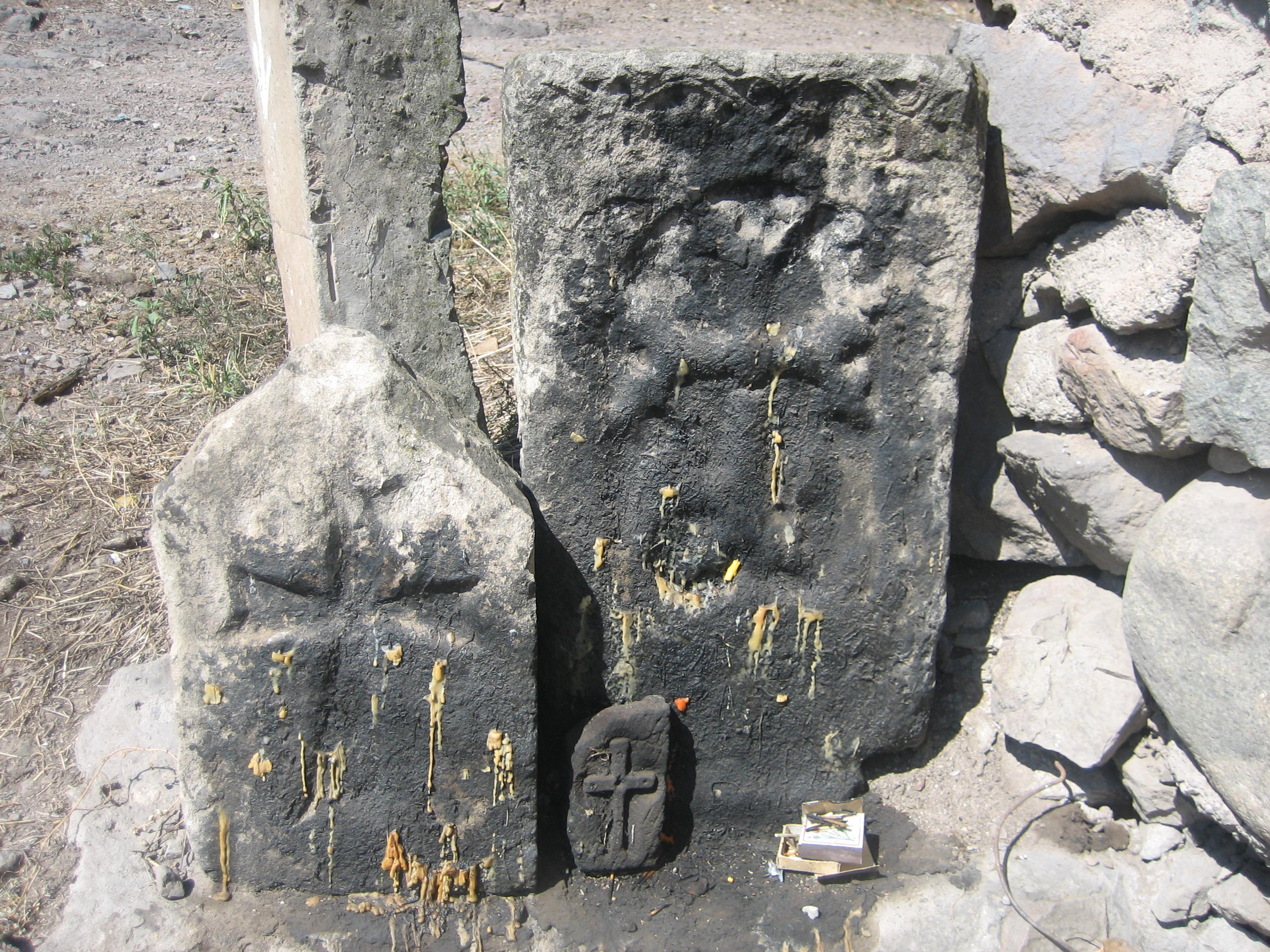
Середньовічні хачкари в селі Мовсес

Топонім Тучкатак вперше згадується в «Географії» вірменського автора VII століття Ананія Ширакаці, як назва області провінції Утік Великої Вірменії, яка в період написання роботи перебувала в складі Кавказької Албанії.
Назва гавара співзвучно з назвою фортеці — Тавуш, яка знаходиться на цій території. Найбільш ранні згадки області Тучкатак в формі Тус і Тавуш в історичних джерелах зустрічаються з X століття. В. Минорський відзначав, що сучасною формою назви Тавуш є Тавус. В інших джерелах фортеця також згадується в формі Тавус, Тус, Товуш і Товус.

## Географія
З півночі природним кордоном Тучкатака служила річка Кура, яка також розділяла Велику Вірменію і Кавказьку Албанію. В межах області протікали притоки Кури — річки Ахум, Тавуш і Хндзорут. Із заходу від Гугарка її відділяла ущелина річки Агстев, яка входила в гавар Дзорапор. На півдні Тучкатак межував з гаваром Варажнунік провінції Айрарат, на південному сході — з областю Гардман провінції Утік.
Як свідчить етнограф, археолог і єпископ Макар Бархударянц у кінці XIX століття, Тучкатак був винятково родючим і багатим всілякими садовими плодами, пшеницею, ячменем, просом, кавунами, динями, овочами, а також великою і дрібною худобою. Однак нижня частина Тучкатака бідна на воду.

## Історія

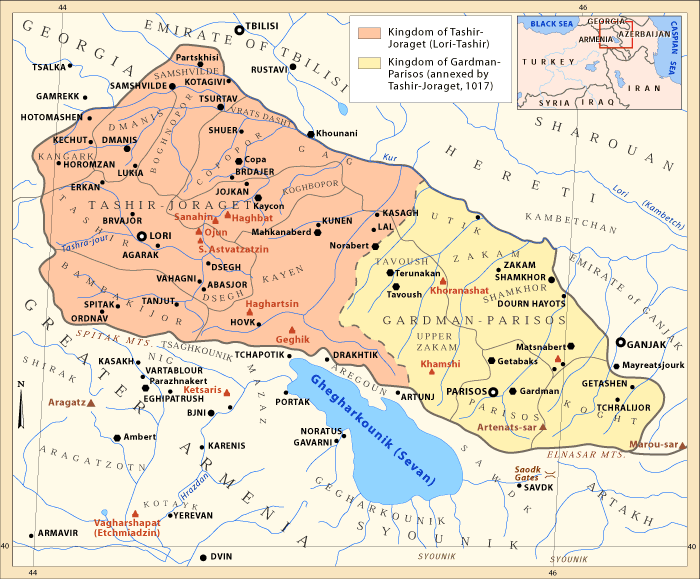
Гардман-Парісоське князівство (виділено жовтим кольором) в 1017 році, після приєднання до Лорійського царства (червоним).

На початку II ст. до н. е. східні кордони Великої Вірменії були встановлені по річці Кура, територія області Тучкатак, як і всього Утіка, в наступні 6 століть перебувала в межах централізованої вірменської держави. В 387 році, під час розділу Великої Вірменії, Тучкатак з рядом інших сусідніх областей була включена у склад васальної від Персії поліетнічної Албанії.
В середині VIII століття тут розселилося стороннє угорське (за припущенням Новосельцева — савірське) плем'я, відоме в історії під вірменським ім'ям Севордік, що означає «Чорні сини». В арабських джерелах вони згадувалися в формі савардійа або сійавурдійа. Так Масуді в X столітті писав, що «Річка Кур (Кура) витікає з країни Джурзан, що належить царю Джурджіну (Гургену), тече через землі Абхазії, поки не досягає прикордонної області Тифліс, яку вона перетинає посередині. Потім вона тече через землі Сійавурдія, які є гілкою вірмен». Плем'я Севордік пізніше прийняло християнство і вже до першої половини X століття було вірменізоване. Аль-Істахрі також називає Сійавардійців вірменами.

З кінця IX століття, після відновлення незалежності Вірменії, ця територія увійшла до вірменської держави, коли її межі на північному сході доходили до річки Кура. Візантійський імператор Костянтин Багрянородний свої офіційні листи адресував «у Вірменію — до трьох князів Сервоті, які іменуються чорні сини». На початку X століття цар Вірменії Ашот II об'єднав Тавуш і Дзорапор в окрему адміністративну одиницю. У цей період тут князями були Цлік Амрам і Мовсес. У другій половині X століття гавари Гардман і Парісос з'єдналися і стали невеликим вірменським князівством, приєднавши до себе ряд інших гаварів, у тому числі Тучкатак. У 1017 році Гардман-Парісоське князівство стало частиною вірменського Ташир-Дзорагетського царства. 
 У 1118 році землі Ташир-Дзорагетського царства були приєднані до Грузії і передані під правління амірспасалару. Після цього молодша гілка вірменських Багратидів — Кюрікяни, укріпившись у фортецях Мацнаберд і Тавуш, зберегли царський титул до початку XIII століття. Тут протягом 1113—1145 років існувало Тавушське князівство з центром у фортеці Тавуш засноване сином Кюріке II Абасов. В кінці XII -першій половині XIII століття велика частина Тучкатак/Тавуш перебувала в межах володінь Ваграмянів. У цей період, в 1230—1240 роках, тут було утворено князівство Нор-Берда. У XIV—XVIII століттях вірменська Тавуш входила в об'єднане Грузинське, потім Картлійське і Кахетинське царство.

## Культура
Як свідчив єпископ Макар Бархударянц в кінці XIX століття, в верхній частині Тучкатак знаходилося поселення Тигранакерт, яке на час його відвідування було зруйновано. Проте свого часу це було велике поселення, яке було єпархіальним і обласним центром, оскільки там знаходилися руїни величної церкви, ринку, кам'яна, на вапні, кладка стін будинків і бань. На нижній околиці покинутого поселення знаходилося знамените джерело Шах-Булах, а на верхній — кладовище. Трохи вище Тигранакерта знаходилися гори Ванкасар і Овівасар, з якими пов'язано безліч місцевих переказів. Поруч з Тигранакертом стояла зведена цілком з тесаного каменю нова фортеця під назвою Тарнагюті (або Шахбулаг).
У нижній частині Тучкатака перебувала земляна (з сирцевої цегли) фортеця Султан-пут, своїми розмірами і висотою схожа на пагорб, руїни стародавнього міста Белукан на лівому березі Гаргара (Баята), а також 7 інших земляних пагорбів.

У Тучкатакі знаходиться один з колись найважливіших вірменських релігійних центрів — Хоранашатський монастир. Тут жили і творили такі видатні діячі вірменської культури, як Ванакан Вардапет і Кіракос Гандзакеці. 

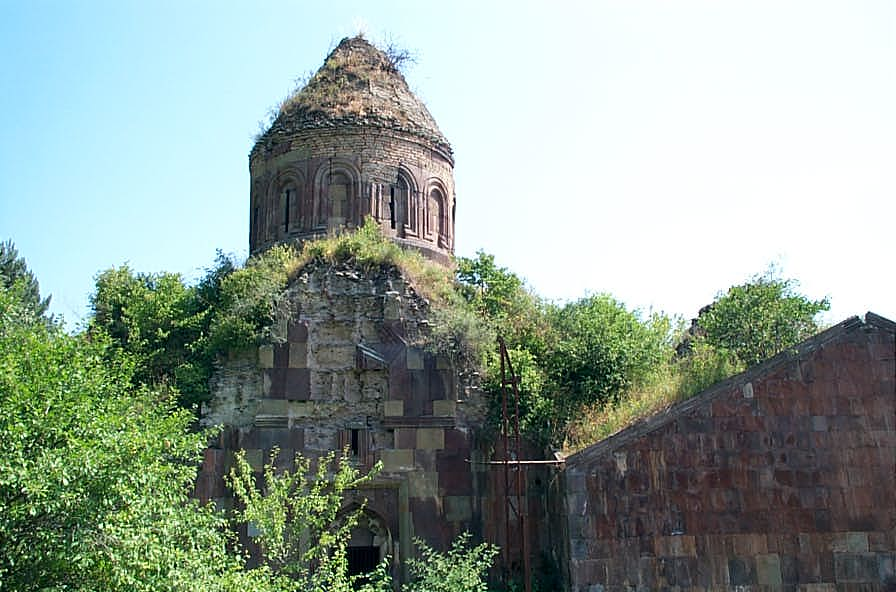
Монастир Хоранашат, 1211-1222 роки
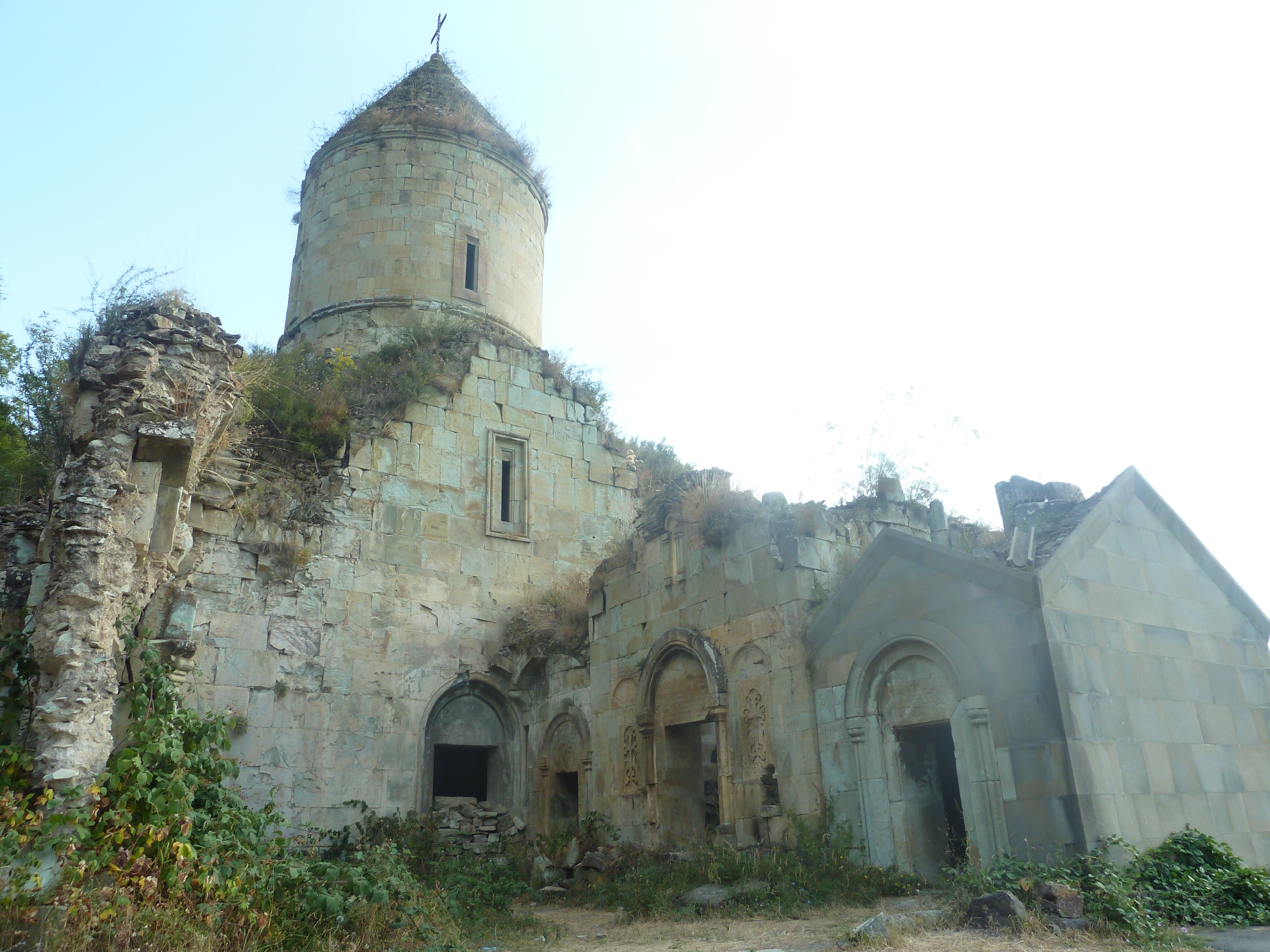
Монастир Нор Варагаванк. Побудований Давідом і Васаком Кюрикідами (Багратуні) в кінці XII-першій половині XIII ст.
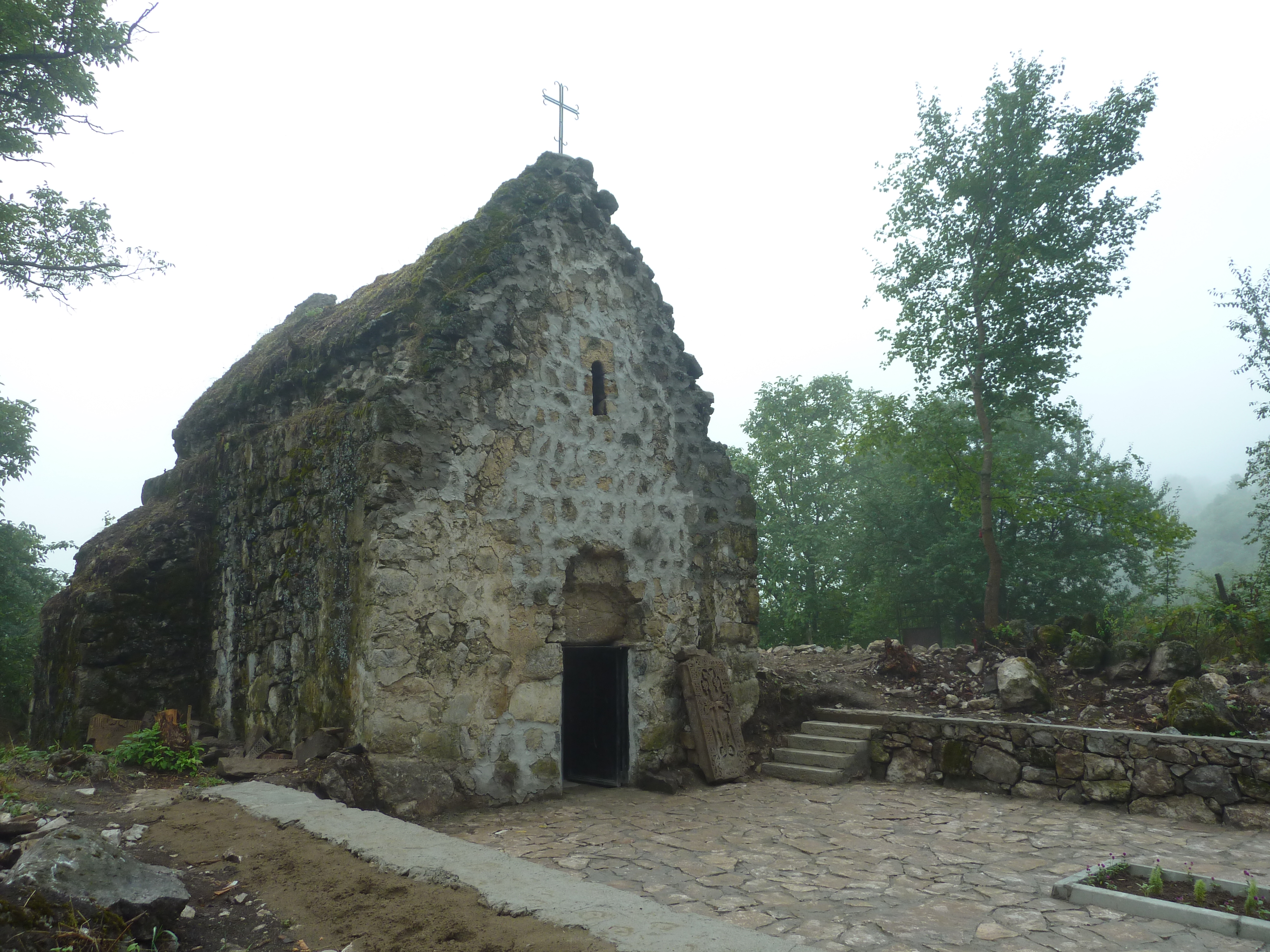
Церква св. Ншан (Маріам Майр) поблизу села Навур, XIII ст.